# Campionato mondiale di enduro 2007
Il Campionato mondiale di enduro 2007, diciottesima edizione della competizione ha avuto inizio in Finlandia il 17 marzo ed è terminata in Francia il 16 settembre dopo 8 prove.

## Sistema di punteggio e legenda
| Pos.  | 1  | 2  | 3  | 4  | 5  | 6  | 7  | 8  | 9  | 10 | 11 | 12 | 13 | 14 | 15 | 16 | 17 | 18 | 19 | 20 | 21 > |
| ----- | -- | -- | -- | -- | -- | -- | -- | -- | -- | -- | -- | -- | -- | -- | -- | -- | -- | -- | -- | -- | ---- |
| Punti | 25 | 22 | 20 | 18 | 16 | 15 | 14 | 13 | 12 | 11 | 10 | 9  | 8  | 7  | 6  | 5  | 4  | 3  | 2  | 1  | 0    |

## E1

### Calendario
| Prova | Data            | Gran Premio                   | Località           | Vincitore gara 1   | Vincitore gara 2 |
| ----- | --------------- | ----------------------------- | ------------------ | ------------------ | ---------------- |
| 1     | 17-18 marzo     | Gran Premio di Svezia         | Östersund          | Juha Salminen      | Juha Salminen    |
| 2     | 28-29 aprile    | Gran Premio di Spagna         | Puerto Lumbreras   | Juha Salminen      | Juha Salminen    |
| 3     | 5-6 maggio      | Gran Premio del Portogallo    | Marco de Canaveses | Juha Salminen      | Juha Salminen    |
| 4     | 26-27 maggio    | Gran Premio d'Italia          | Borno              | Juha Salminen      | Juha Salminen    |
| 5     | 21-22 luglio    | Gran Premio degli Stati Uniti | Hancock            | Juha Salminen      | Juha Salminen    |
| 6     | 28-29 luglio    | Gran Premio del Canada        | Parry Sound        | Juha Salminen      | Juha Salminen    |
| 7     | 1-2 settembre   | Gran Premio di Slovacchia     | Krompachy          | Cristobal Guerrero | Simone Albergoni |
| 8     | 15-16 settembre | Gran Premio di Francia        | Noirétable         | Marc Germain       | Juha Salminen    |

### Classifiche finali

#### Piloti
| Pos | Pilota               | Moto   | SWE 1 | SWE 2 | ESP 1 | ESP 2 | POR 1 | POR 2 | ITA 1 | ITA 2 | USA 1 | USA 2 | CAN 1 | CAN 2 | SVK 1 | SVK 2 | FRA 1 | FRA 2 | Punti |
| --- | -------------------- | ------ | ----- | ----- | ----- | ----- | ----- | ----- | ----- | ----- | ----- | ----- | ----- | ----- | ----- | ----- | ----- | ----- | ----- |
| 1   | Juha Salminen        | KTM    | 1     | 1     | 1     | 1     | 1     | 1     | 1     | 1     | 1     | 1     | 1     | 1     |       |       | 3     | 1     | 345   |
| 2   | Simone Albergoni     | Yamaha | 9     | 13    | 3     | 2     | 4     | 4     | 3     | 2     | 2     | 3     | 2     | 2     | 2     | 1     | 2     | 2     | 317   |
| 3   | Marc Germain         | Yamaha | 6     | 8     | 5     | 6     | 2     | 5     | 2     | 5     | 4     | 2     | 3     | 3     | 3     | 2     | 1     | 3     | 302   |
| 4   | Cristobal Guerrero   | Yamaha | 8     | 6     | 4     | 3     | 3     | 2     | 5     | 6     | 6     | 5     | 4     | 4     | 1     | 3     | 5     | 4     | 285   |
| 5   | Alessandro Belometti | KTM    | 5     | 5     | 2     | 4     | 5     | 6     | 7     | 3     | 5     | 7     | 6     | 7     | 4     | 5     | 6     | 6     | 260   |
| Pos | Pilota               | Moto   | SWE 1 | SWE 2 | ESP 1 | ESP 2 | POR 1 | POR 2 | ITA 1 | ITA 2 | USA 1 | USA 2 | CAN 1 | CAN 2 | SVK 1 | SVK 2 | FRA 1 | FRA 2 | Punti |

#### Costruttori
| Pos | Casa      | Paese     | SWE 1 | SWE 2 | ESP 1 | ESP 2 | POR 1 | POR 2 | ITA 1 | ITA 2 | USA 1 | USA 2 | CAN 1 | CAN 2 | SVK 1 | SVK 2 | FRA 1 | FRA 2 | Punti |
| --- | --------- | --------- | ----- | ----- | ----- | ----- | ----- | ----- | ----- | ----- | ----- | ----- | ----- | ----- | ----- | ----- | ----- | ----- | ----- |
| 1   | KTM       | Austria   | 1     | 1     | 1     | 1     | 1     | 1     | 1     | 1     | 1     | 1     | 1     | 1     | 4     | 5     | 3     | 1     | 379   |
| 2   | Yamaha    | Giappone  | 6     | 6     | 4     | 3     | 2     | 2     | 2     | 2     | 2     | 2     | 2     | 2     | 1     | 1     | 1     | 2     | 341   |
| 3   | Husqvarna | () Italia | 3     | 4     | 6     | 5     | 6     | 3     | 4     | 18    | 3     | 4     | 5     | 5     | 5     |       | 4     | 7     | 243   |
| 4   | Honda     | Giappone  | 9     | 11    | 3     | 2     | 9     | 7     | 9     | 14    | 9     | 10    |       |       | 14    | 8     | 7     | 9     | 178   |
| 5   | TM Racing | Italia    |       |       | 10    | 8     | 11    | 15    | 10    | 7     |       |       |       |       | 8     | 7     |       |       | 92    |
| 6   | Suzuki    | Giappone  | 4     | 3     |       |       |       |       | 19    | 12    |       |       | 10    | 9     |       |       |       |       | 72    |
| 7   | Kawasaki  | Giappone  |       |       | 12    | 14    | 10    | 8     |       | 13    |       |       |       |       |       |       | 9     | 10    | 71    |
| Pos | Casa      | Paese     | SWE 1 | SWE 2 | ESP 1 | ESP 2 | POR 1 | POR 2 | ITA 1 | ITA 2 | USA 1 | USA 2 | CAN 1 | CAN 2 | SVK 1 | SVK 2 | FRA 1 | FRA 2 | Punti |

## E2

### Calendario
| Prova | Data            | Gran Premio                   | Località           | Vincitore gara 1 | Vincitore gara 2 |
| ----- | --------------- | ----------------------------- | ------------------ | ---------------- | ---------------- |
| 1     | 17-18 marzo     | Gran Premio di Svezia         | Östersund          | Samuli Aro       | Mika Ahola       |
| 2     | 28-29 aprile    | Gran Premio di Spagna         | Puerto Lumbreras   | Johnny Aubert    | Johnny Aubert    |
| 3     | 5-6 maggio      | Gran Premio del Portogallo    | Marco de Canaveses | Johnny Aubert    | Johnny Aubert    |
| 4     | 26-27 maggio    | Gran Premio d'Italia          | Borno              | Mika Ahola       | Mika Ahola       |
| 5     | 21-22 luglio    | Gran Premio degli Stati Uniti | Hancock            | Mika Ahola       | Mika Ahola       |
| 6     | 28-29 luglio    | Gran Premio del Canada        | Parry Sound        | Samuli Aro       | Mika Ahola       |
| 7     | 1-2 settembre   | Gran Premio di Slovacchia     | Krompachy          | Mika Ahola       | Johnny Aubert    |
| 8     | 15-16 settembre | Gran Premio di Francia        | Noirétable         | Johnny Aubert    | Johnny Aubert    |

### Classifiche finali

#### Piloti
| Pos | Pilota          | Moto    | SWE 1 | SWE 2 | ESP 1 | ESP 2 | POR 1 | POR 2 | ITA 1 | ITA 2 | USA 1 | USA 2 | CAN 1 | CAN 2 | SVK 1 | SVK 2 | FRA 1 | FRA 2 | Punti |
| --- | --------------- | ------- | ----- | ----- | ----- | ----- | ----- | ----- | ----- | ----- | ----- | ----- | ----- | ----- | ----- | ----- | ----- | ----- | ----- |
| 1   | Mika Ahola      | Honda   | 2     | 1     | 2     | 3     | 2     | 2     | 1     | 1     | 1     | 1     | 2     | 1     | 1     | 2     | 4     | 2     | 367   |
| 2   | Samuli Aro      | KTM     | 1     | 2     | 5     | 2     | 4     | 3     | 2     | 2     | 4     | 2     | 1     | 2     | 3     | 4     | 3     | 6     | 327   |
| 3   | Jonny Aubert    | Yamaha  | 5     | 5     | 1     | 1     | 1     | 1     | 3     |       | 6     | 3     | 3     | 3     | 2     | 1     | 1     | 1     | 324   |
| 4   | Fabien Planet   | KTM     | 7     | 7     | 4     | 5     | 7     | 5     | 4     | 5     | 3     | 5     | 4     | 5     | 5     | 6     | 2     | 3     | 269   |
| 5   | Stefan Merriman | Aprilia | 8     | 10    | 3     | 4     | 3     | 4     | 20    | 3     | 2     | 6     | 5     | 7     | 4     | 3     | 8     | 4     | 257   |
| Pos | Pilota          | Moto    | SWE 1 | SWE 2 | ESP 1 | ESP 2 | POR 1 | POR 2 | ITA 1 | ITA 2 | USA 1 | USA 2 | CAN 1 | CAN 2 | SVK 1 | SVK 2 | FRA 1 | FRA 2 | Punti |

#### Costruttori
| Pos | Casa      | Paese       | SWE 1 | SWE 2 | ESP 1 | ESP 2 | POR 1 | POR 2 | ITA 1 | ITA 2 | USA 1 | USA 2 | CAN 1 | CAN 2 | SVK 1 | SVK 2 | FRA 1 | FRA 2 | Punti |
| --- | --------- | ----------- | ----- | ----- | ----- | ----- | ----- | ----- | ----- | ----- | ----- | ----- | ----- | ----- | ----- | ----- | ----- | ----- | ----- |
| 1   | Honda     | Giappone    | 2     | 1     | 2     | 3     | 2     | 2     | 1     | 1     | 1     | 1     | 2     | 1     | 1     | 2     | 4     | 2     | 367   |
| 2   | KTM       | Austria     | 1     | 2     | 4     | 2     | 4     | 3     | 2     | 2     | 3     | 2     | 1     | 2     | 3     | 4     | 2     | 3     | 338   |
| 3   | Yamaha    | Giappone    | 5     | 5     | 1     | 1     | 1     | 1     | 3     | 9     | 6     | 3     | 3     | 3     | 2     | 1     | 1     | 1     | 336   |
| 4   | Aprilia   | Italia      | 8     | 9     | 3     | 4     | 3     | 4     | 13    | 3     | 2     | 6     | 5     | 7     | 4     | 3     | 7     | 4     | 266   |
| 5   | Husqvarna | () Italia   | 12    | 13    | 9     | 8     | 13    | 9     | 6     | 8     | 7     | 10    | 8     | 9     | 6     | 7     | 9     | 11    | 191   |
| 6   | Husaberg  | () Austria  | 3     | 3     |       | 19    | 9     | 8     | 17    | 6     | 11    | 4     | 6     | 4     |       |       | 14    | 17    | 158   |
| 7   | Beta      | Italia      | 4     | 6     | 6     | 10    | 12    | 12    | 7     | 10    |       |       |       |       | 13    | 9     | 13    | 10    | 141   |
| 8   | Suzuki    | Giappone    |       | 11    | 7     | 6     | 5     |       | 11    | 7     |       |       | 16    | 16    |       |       |       |       | 89    |
| 9   | GasGas    | Spagna      | 13    | 16    |       | 12    |       | 11    | 10    | 11    |       | 14    |       |       | 9     | 12    |       |       | 81    |
| 10  | Sherco    | Spagna      | 14    | 15    | 11    | 11    | 11    | 13    |       |       |       |       |       |       |       |       |       |       | 51    |
| 11  | TM Racing | Italia      |       |       | 17    | 16    |       |       |       |       |       |       |       |       | 10    | 10    | 10    | 13    | 50    |
| 12  | BMW       | Germania    |       |       | 13    | 17    |       |       | 8     |       |       |       |       |       |       |       | 16    |       | 30    |
| 13  | Kawasaki  | Giappone    |       |       |       |       |       |       | 15    | 12    |       |       |       |       |       |       |       |       | 15    |
| 14  | Christini | Stati Uniti |       |       |       |       |       |       |       |       | 13    |       |       |       |       |       |       |       | 8     |
| Pos | Casa      | Paese       | SWE 1 | SWE 2 | ESP 1 | ESP 2 | POR 1 | POR 2 | ITA 1 | ITA 2 | USA 1 | USA 2 | CAN 1 | CAN 2 | SVK 1 | SVK 2 | FRA 1 | FRA 2 | Punti |

## E3

### Calendario
| Prova | Data            | Gran Premio                   | Località           | Vincitore gara 1    | Vincitore gara 2 |
| ----- | --------------- | ----------------------------- | ------------------ | ------------------- | ---------------- |
| 1     | 17-18 marzo     | Gran Premio di Svezia         | Östersund          | Marko Tarkkala      | Marko Tarkkala   |
| 2     | 28-29 aprile    | Gran Premio di Spagna         | Puerto Lumbreras   | Iván Cervantes      | Iván Cervantes   |
| 3     | 5-6 maggio      | Gran Premio del Portogallo    | Marco de Canaveses | Iván Cervantes      | Iván Cervantes   |
| 4     | 26-27 maggio    | Gran Premio d'Italia          | Borno              | Marko Tarkkala      | Iván Cervantes   |
| 5     | 21-22 luglio    | Gran Premio degli Stati Uniti | Hancock            | Marko Tarkkala      | Iván Cervantes   |
| 6     | 28-29 luglio    | Gran Premio del Canada        | Parry Sound        | Iván Cervantes      | Iván Cervantes   |
| 7     | 1-2 settembre   | Gran Premio di Slovacchia     | Krompachy          | Iván Cervantes      | Iván Cervantes   |
| 8     | 15-16 settembre | Gran Premio di Francia        | Noirétable         | Sebastien Guillaume | Iván Cervantes   |

### Classifiche finali

#### Piloti
| Pos. | Pilota               | Moto      | Punti |
| ---- | -------------------- | --------- | ----- |
| 1    | Iván Cervantes       | KTM       | 377   |
| 2    | Marko Tarkkala       | KTM       | 326   |
| 3    | Sebastien Guillaume  | Husqvarna | 308   |
| 4    | Bjorne Carlsson      | Husaberg  | 292   |
| 5    | Alessandro Botturi   | Honda     | 260   |
| 6    | Vita Kuklik          | KTM       | 195   |
| 7    | Anders Eriksson      | Husqvarna | 194   |
| 8    | Marcus Kehr          | KTM       | 179   |
| 9    | Jean François Goblet | KTM       | 110   |
| 10   | Jordan Curvalle      | Sherco    | 100   |

#### Costruttori
| Pos. | Costruttore | Punti |
| ---- | ----------- | ----- |
| 1    | KTM         | 397   |
| 2    | Husqvarna   | 327   |
| 3    | Husaberg    | 292   |
| 4    | Honda       | 240   |
| 5    | TM          | 131   |
| 6    | Gas Gas     | 113   |
| 7    | Beta        | 102   |
| 8    | Sherco      | 100   |
| 9    | Aprilia     | 29    |